# Укерфельде

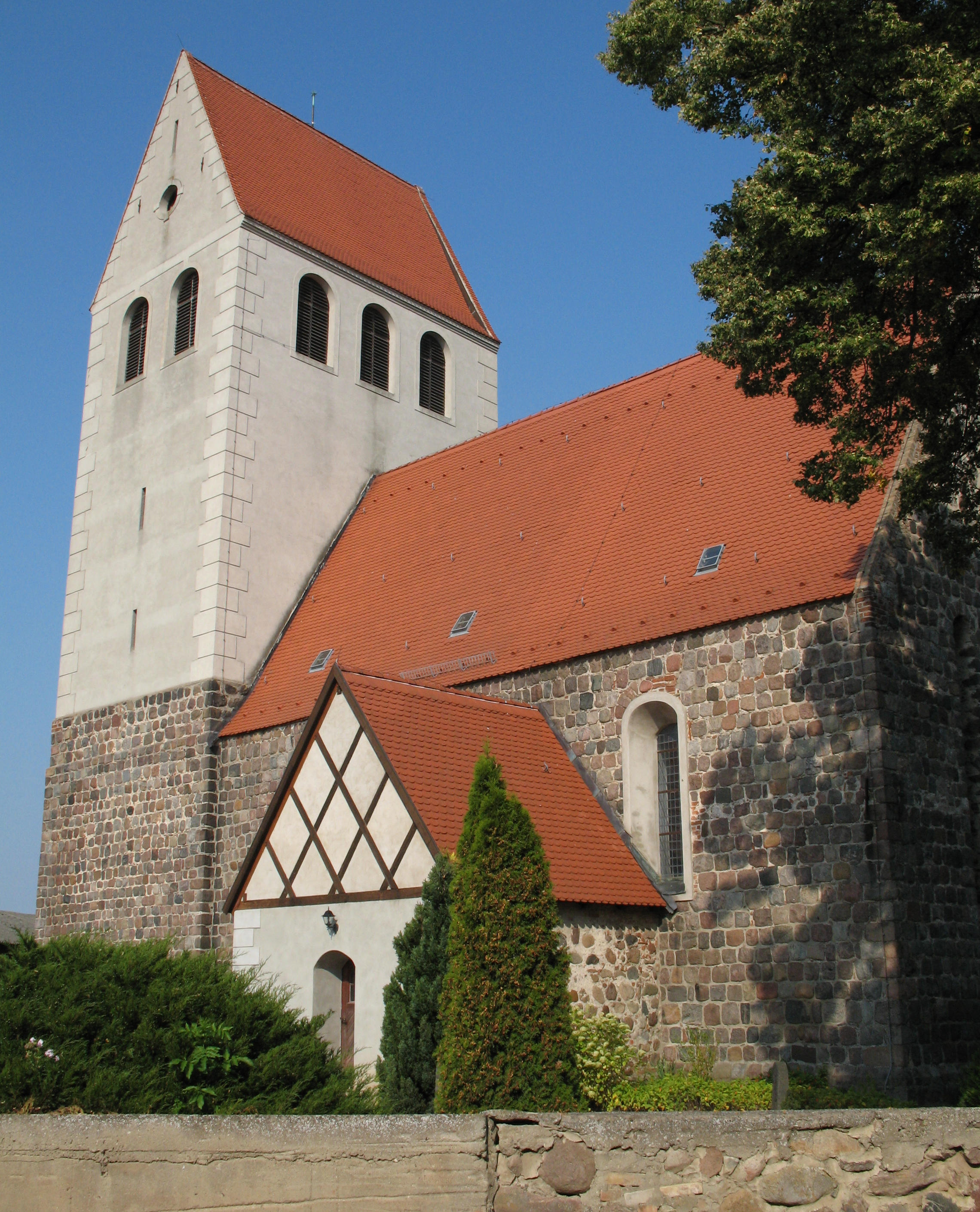
Церква

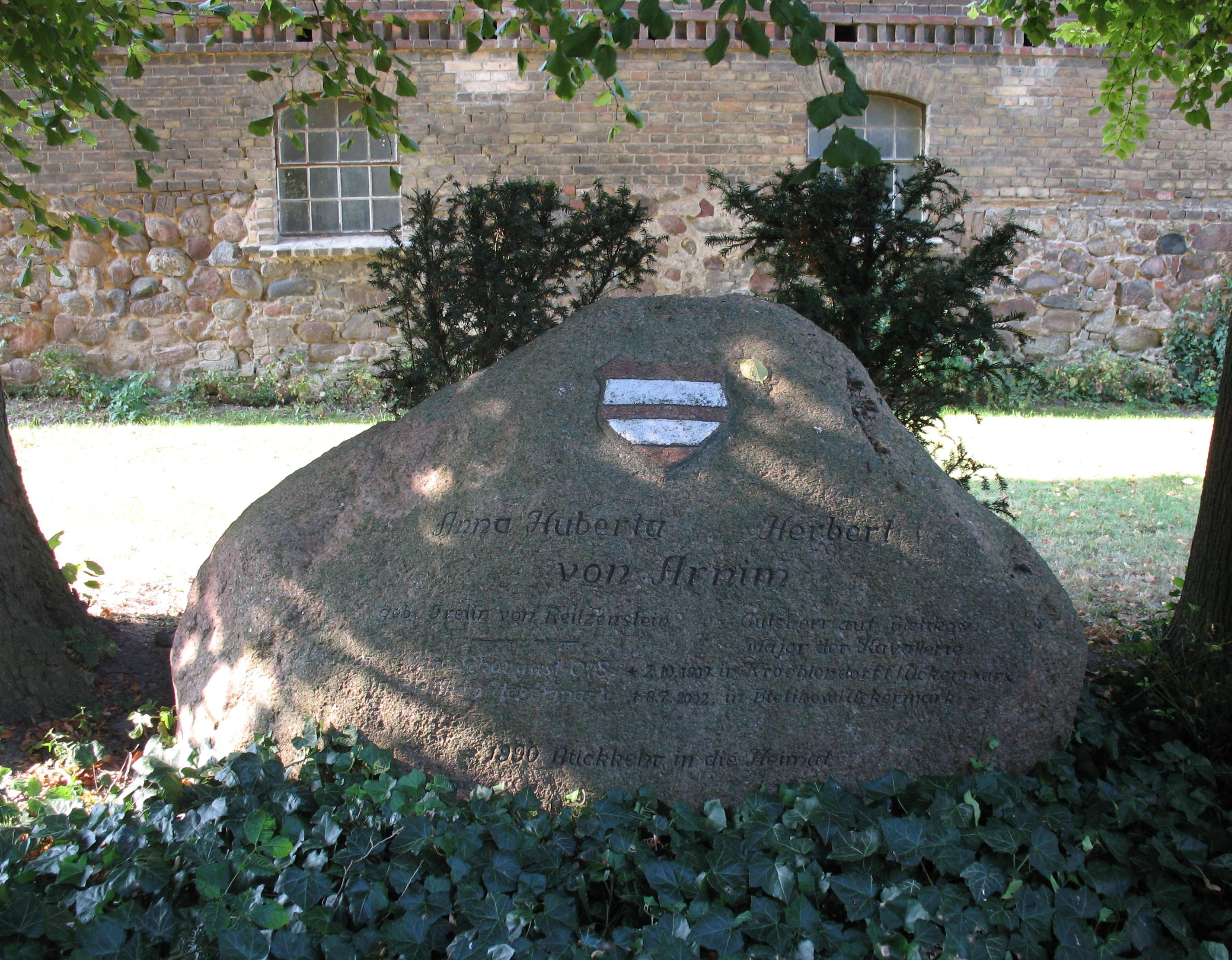
Могильний камінь фон Арніма

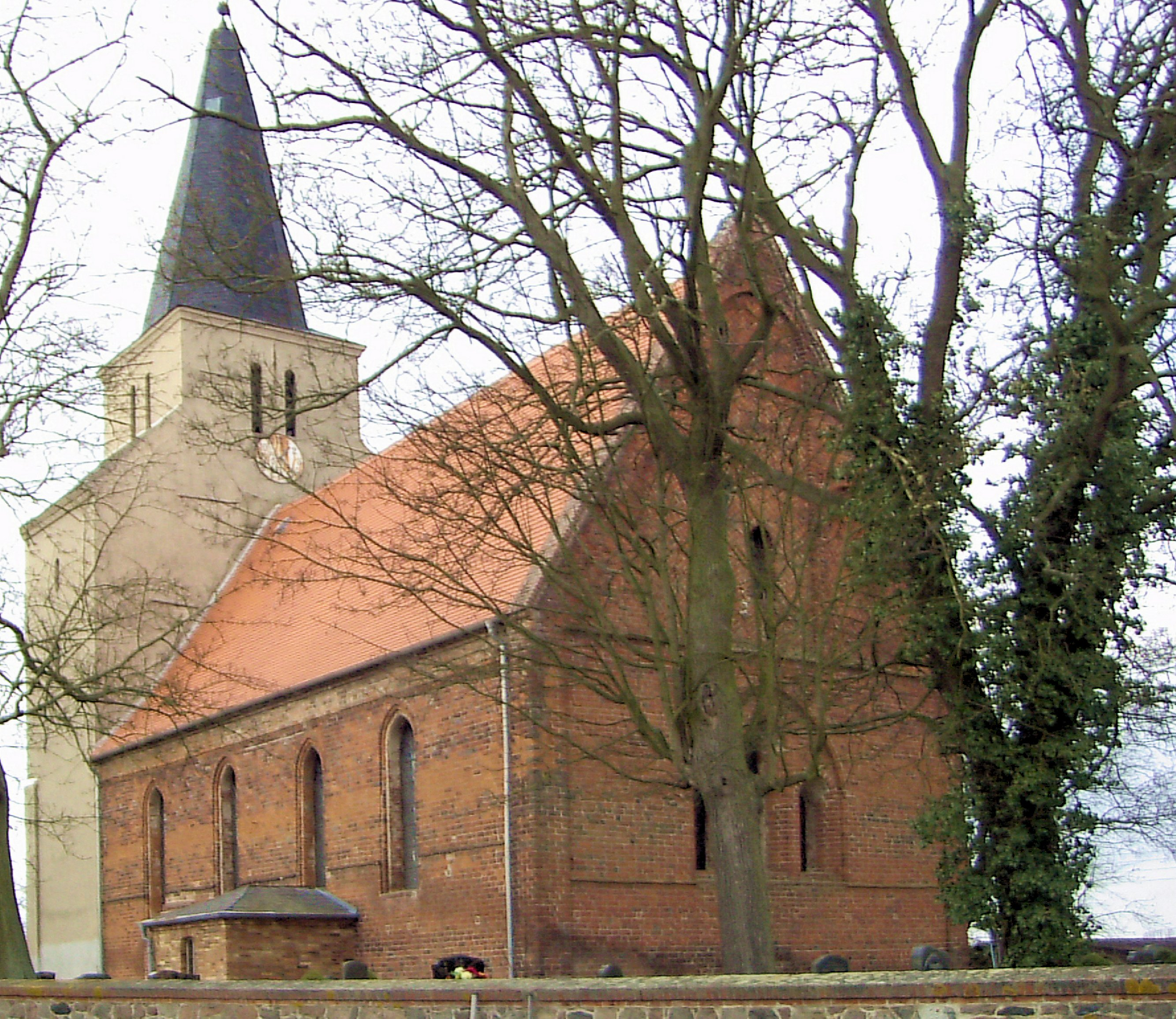
Цегляна церква у районі Хоенгюстов

Укерфельде (нім. Uckerfelde) — громада у Німеччині, у землі Бранденбург. 
Входить до складу району Укермарк. Підпорядковується управлінню Грамцов. Населення - 1 053 мешканці (на 31 грудня 2010). Площа - 45,93 км². Офіційний код  — 12 0 73 578. 

## Населення
| Рік  | Населення |
| ---- | --------- |
| 2005 | 1095      |
| 2010 | 1046      |